# 同性恋亚文化
同性恋亚文化为中国社会学家李银河博士的性学著作之一，该书最早由今日中国出版社在1998年出版，2002年由中国友谊出版公司再版。
《同性恋亚文化》一书是李银河博士早期著作《他们的世界》的增订本，与她的另外两部著作《虐恋亚文化》和《中国女性的感情与性》一起出版。
本书的序言及部分章节是由李银河博士的丈夫，中国当代作家王小波先生代笔。

## 反應
《同性恋亚文化》在開售時便受到書籍愛好者關注。
兰州大学哲學社會學院的郭文匯和杜敏認為，《同性恋亚文化》的一些內容存有不足，例如出版後的研究大多顯示人口當中沒有10%的人是同性戀者、結論太依賴調查對象的想法。此外，著作出指出異性戀關係除享樂外，還有以生育為目的。但他們兩人表示事實上也有老人相戀等不以生育為目的的異性戀關係。广西大学文化与传播学院的李臻表示《同性恋亚文化》在中國大陸的學術界中具有一定意義，因為其沒有從病理學的角度出發，反為同性戀者進行訪談，象徵著人們「开始用自己眼睛和视角来看待同性爱」。